# Photovore
Um robô photovore é um robô que procura luz. Seu nome se divide em "photo", que no inglês significa luz e "vore" que significa "comer", seu nome quer dizer "comedor de luz". O robô photovore geralmente retira a energia para sua alimentação de sua célula solar, além disso ele se dedica a procurar seu alimento(luz),